# Adéane
Adéane est un village du Sénégal situé en Casamance, entre Goudomp et Ziguinchor. C'est le chef-lieu de la communauté rurale d'Adéane dans l'arrondissement de Niaguis, le département de Ziguinchor et la région de Ziguinchor.
Durant la période coloniale, Adéane était le chef-lieu d’un canton important portant son nom.
Il a perdu son prestige au profit de Niaguis qui devient, après l’indépendance, le chef-lieu d’arrondissement.

## Géographie
Adéane se trouve sur la rive gauche du fleuve Casamance, au confluent du Soungrougrou, et à proximité de la forêt classée de Bissine.
La localité est traversée par la route nationale N6 qui relie Ziguinchor à Kolda.
Lors du dernier recensement (2002), Adéane comptait 2 115 personnes et 294 ménages.
Adéane se trouve en pays baïnouk.